# Die Schrillmänner
Die Schrillmänner – Schwuler Chor Karlsruhe e. V. ist ein deutscher Männerchor von Homosexuellen. Er wurde 1988 gegründet mit dem Ziel schwuler Emanzipation.

## Geschichte
Anfänglich standen schwule Themen – und damit Politik – im Vordergrund. Mit den Jahren änderte sich dann die Gewichtung zugunsten des musikalischen Anspruchs. Heute reicht das Repertoire vom schwulen Protestsong über Lieder der Renaissance bis hin zu Jazz-Improvisationen. Sangen Die Schrillmänner in den ersten Jahren ihres Bestehens noch vor ausschließlich schwulem Publikum, so besteht die heutige Zuhörerschaft überwiegend aus heterosexuell orientierten Bürgern. Dennoch ist die ursprüngliche Intention – der Kampf gegen Vorurteil und Diskriminierung – noch immer Thema. Musikalischer Leiter war von 1992 bis 2007 Edzard Burchards, sein Nachfolger ist Stefan F. Fischer.
Die beantragte Mitgliedschaft im Badischen Sängerbund endete im Jahr 2000 in einer juristischen Auseinandersetzung vor dem Landgericht Karlsruhe, die bundesweite Aufmerksamkeit fand. Dort wurde entschieden, dass der Badische Sängerbund die RosaKehlchen aus Heidelberg, die Queerflöten aus Freiburg und die Schrillmänner aufnehmen muss. Der BSB legte zunächst Berufung ein, nahm sie dann aber zurück.

### Konzerte (Auswahl)
Konzerte gab der Chor in zahlreichen Städten und Gemeinden, darunter waren
- Konzert im Haus am Westbahnhof in Landau
- Konzert in Bühl / Baden
- Konzert im Stadthaus in Ulm
- Konzert im Vorderhaus in Freiburg
- Festival „KA-XL spezial“ des SWR
- Kulturhaus Osterfeld, Pforzheim

### CDs
- queerreality
- Für Jungs verboten
- Pacific Tour